# Kirill Maximowitsch Djakow
Kirill Maximowitsch Djakow (russisch Кирилл Максимович Дьяков; * 21. Mai 1993 in Nischni Tagil) ist ein russischer Eishockeyspieler, der zuletzt bis Dezember 2019 bei Admiral Wladiwostok aus der Kontinentalen Hockey-Liga (KHL) unter Vertrag gestanden und dort auf der Position des Verteidigers gespielt hat.

## Karriere
Kirill Djakow begann seine Karriere als Eishockeyspieler in seiner Heimatstadt in der Nachwuchsabteilung von Sputnik Nischni Tagil. Von dort wechselte er 2005 in die Nachwuchsabteilung von Lokomotive Jaroslawl. Für dessen Juniorenmannschaft Loko Jaroslawl lief der Verteidiger in der Saison 2009/10 in der multinationalen Nachwuchsliga Molodjoschnaja Chokkeinaja Liga auf. Die folgende Spielzeit verbrachte er parallel beim PHK Krylja Sowetow Moskau in der Wysschaja Hockey-Liga, der zweiten russischen Spielklasse, sowie bei dessen Juniorenmannschaft MHK Krylja in der MHL.
Zur Saison 2011/12 wurde Djakow vom HK Jugra Chanty-Mansijsk aus der Kontinentalen Hockey-Liga verpflichtet. In seinem ersten Jahr im neuen Verein lief er überwiegend für dessen Juniorenmannschaft Mamonty Jugry in der MHL auf, während er für Jugra in der KHL zu einem Tor in neun Spielen kam. In der Saison 2012/13 entwickelte er sich zum Stammspieler bei Jugra und setzte diesen Trend in der folgenden Saison fort. Im August tauschte ihn der HK Jugra gegen Daniil Stalnow von Torpedo Nischni Nowgorod. Bei Torpedo erhielt er jedoch keinen KHL-Stammplatz, sondern wurde beim HK Sarow eingesetzt, ehe er im Dezember 2014 an den HK Lada Toljatti abgegeben wurde. Wenige Tage später tauschte ihn der HK Lada gegen ein Wahlrecht für den KHL Junior Draft 2015 von Neftechimik Nischnekamsk ein.
Ab Juni 2017 stand er wieder beim HK Jugra Chanty-Mansijsk unter Vertrag, ehe er zur Saison 2017/18 erneut zum HK Lada Toljatti wechselte. Nach der Saison 2017/18 wurde Lada Toljatti aus der KHL ausgeschlossen und Djakow entschied sich, seine Karriere bei Admiral Wladiwostok fortzusetzen. Dort stand er bis zum Dezember 2019 unter Vertrag.

### International
Für Russland nahm Djakow an der U20-Junioren-Weltmeisterschaft 2013 teil, bei der er mit seiner Mannschaft die Bronzemedaille gewann.

## Erfolge und Auszeichnungen
- 2013 Bronzemedaille bei der U20-Junioren-Weltmeisterschaft

## KHL-Statistik
(Stand: Ende der Saison 2019/20)